# 新南向政策

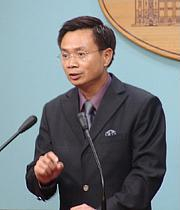
新南向政策辦公室的首席執行官黃志芳

新南向政策是中華民國政府自2000年代開始實行的一個針對印太地區的外交及經濟政策，主要目的是推動臺灣商人轉移至往東南亞地區投資及開發，試圖以經濟與文化實力增加其對東南亞國協的影響力。該政策第一次由中華民國總統陳水扁在2003年提出，當時僅針對新加坡、泰國、印尼、馬來西亞、越南、菲律賓及其他東南亞國家，取代了原先自1990年代以來李登輝政府因亞洲金融風暴而逐漸失去作用的南向政策，2016年蔡英文就任總統後第二次提出該政策，成立中華民國總統府直屬的新南向政策辦公室，並將針對的範圍擴及南亞及大洋洲國家。
新南向政策的成效備受質疑，可和一帶一路進行比較，對此蔡英文總統強調，新南向政策具有高度的包容性，並非和區域內的RCEP（區域全面經濟夥伴協定）、「一帶一路」、或日本印度的「自由走廊」競爭對抗，而且是相輔相成，建立互惠互利的關係，促進經濟增長，改善人民的生活。

## 歷史

### 南向政策
南向政策是1990年代李登輝政府的外交及經濟政策，推動台商海外投資往東南亞轉移，並意圖使用經濟力量擴張一些政治影響力，同時降低台灣對中國大陸投資的強度。主要偏重勞力密集產業投資。

### 陳水扁總統時期
2002年陳水扁總統提出新南向政策，更著重在經濟貿易與戰略面，以資訊工業技術、人力資源、勞務合作與經濟合作夥伴為主；合作層面包括情報交換、智庫交流及包括能源、糧食、環保、防治愛滋病、勞工移動、防止跨國犯罪、走私、毒品、洗錢等國際安全保障之優先議題。其中包括下述措施：
- 洽簽自由貿易協議：依次優先順序是新加坡、泰國、印尼、馬來西亞、越南和菲律賓
- 關稅協定：和東協國家簽訂「避免雙重課徵所得稅協定」、「貨物暫准通關協定」，但最後沒有進展，目前已簽署國家有：新加坡、馬來西亞、印尼、越南，另外台灣與新加坡簽署貨物暫准通關協議
- 資訊產業合作協定，包括推動跨國資訊專業能力相互認證體系，協肋各國培育人才；結合我國軟硬體廠商和研究單位，透過和當地企業合作，共同爭取承接各國政府電腦化系統建置專案。
- 外籍移工協議方面：勞委會主委陳菊分別拜訪泰國與印尼；2002年12月台灣與泰國簽署「臺、泰勞工直接聘僱協定」，2004年12月17日台灣與印尼簽署「勞工備忘錄」

經濟部也在2002年8月21日提出擬「臺商赴東南亞投資配套措施」提出15項相關配套方案。
2001年到2005年台灣對東南亞六國投資金額表格，可見台灣與越南在陳水扁總統時期奠定許多投資經濟貿易基礎：
| 國家（投資金額：百萬美元） | 2001年 | 2002年 | 2003年 | 2004年 | 2005年 |
| -------------------------- | ------ | ------ | ------ | ------ | ------ |
| 泰國                       | 159    | 63     | 339    | 269    | 417    |
| 馬來西亞                   | 297    | 66     | 164    | 109    | 113    |
| 菲律賓                     | 0      | 235    | 47     | 30     | 25     |
| 印尼                       | 72     | 83     | 113    | 69     | 134    |
| 新加坡                     | 378    | 26     | 26     | 752    | 98     |
| 越南                       | 456    | 474    | 527    | 518    | 433    |
| 投資總額                   | 1,362  | 947    | 1,216  | 1,747  | 1,220  |
| 投資總件數                 | 377    | 403    | 387    | 348    | 374    |

台灣與東協十國雙邊貿易額，金額單位（百萬美元），資料來源：國際貿易局，中華民國進出口貿易統計，可見台灣與東協經濟貿易關係並沒有受到東協建立自由貿易區影響，雙邊貿易受影響部分主要仍與東南亞本身發生金融風暴相關：
| 年   | 貿易總值金額 | 出口金額 | 進口金額 | 出（入）超金額 |
| ---- | ------------ | -------- | -------- | -------------- |
| 1994 | 20,212       | 11,459   | 8,753    | 2,705          |
| 1995 | 25,544       | 14,984   | 10,560   | 4,423          |
| 1996 | 26,693       | 15,498   | 11,195   | 4,303          |
| 1997 | 29,708       | 16,317   | 13,391   | 2,926          |
| 1998 | 24,520       | 11,869   | 12,650   | -780           |
| 1999 | 28,770       | 14,292   | 14,477   | -185           |
| 2000 | 38,706       | 18,475   | 20,230   | -1,754         |
| 2001 | 31,440       | 15,358   | 16,081   | -723           |
| 2002 | 33,125       | 16,451   | 16,673   | -222           |
| 2003 | 35,671       | 18,130   | 17,540   | 590            |
| 2004 | 44,401       | 24,025   | 20,375   | 3,649          |
| 2005 | 45,533       | 27,363   | 21,170   | 6,193          |
| 2006 | 54,595       | 31,192   | 23,402   | 7,790          |

### 蔡英文總統時期
2016年中華民國總統選舉，新南向政策是蔡英文陣營的一項重要政見。蔡英文就職總統之後在一個月內成立總統府新南向政策辦公室，黃志芳是首席執行委員。
2017年5月，蔡英文表示，新南向政策是台灣要與鄰近的新南向國家發展經濟與貿易關係，不同於地緣政治考量的地緣戰略外交。
新南向政策農業項目的規劃出口類別為蔬菜、水果、花卉、種苗、農產加工品，以及肥料、農業資材、農業機具、溫室等整廠輸出。
2016年7月，史汀生中心東亞研究室主任容安瀾接受中評社專訪時認為，新南向政策與兩岸經貿關係沒有衝突，「新南向政策不是兩岸經貿關係的代替品……蔡英文也許會想要降低依賴大陸的程度，但這擺明了是不現實的，她也很清楚這一點」。
2017年5月4日，在新南向政策執行將滿一年之際，行政院政務委員鄧振中表示，其最大成果是讓台灣與新南向國家之間互相了解彼此的重要性。
2017年10月11日，蔡英文於遠景基金會玉山論壇開幕式表示，新南向政策是一個包容性的政策，能與其他區域計劃相輔相成；她宣示，將成立台灣亞洲交流基金會作為玉山論壇的常設辦理機構，使玉山論壇成為常態化的區域對話平台，為亞太地區的未來形塑共同願景。
2018年5月，中華民國外交部協助推動的台灣亞洲交流基金會立案成立，標榜民間社會與政府共同推進新南向政策與落實亞洲交流合作的機構，首任董事長由總統府資政蕭新煌擔任，首任執行長由國立政治大學國際關係研究中心副主任兼東南亞研究中心執行長楊昊擔任，主要任務之一是定期辦理玉山論壇。2018年8月8日，台灣亞洲交流基金會開幕，蔡英文親臨致詞。
2018年12月5日，民進黨召開2018年九合一選舉慘敗後第一次中央執行委員會，綠色友誼連線中執委陳勝宏說，蔡英文政府正在推動新南向政策，執行上很多沒有落實，很多問題反映，但中央都沒有察覺。
2021年1月6日，中華大學講座教授尹啟銘指出，蔡英文政府上任後大力推進新南向政策，但近五年來，台灣對新南向政策18國的出口成長率平均僅約0.52%，遠落後馬英九政府8年的4.8%。
2021年1月22日，中國國民黨大陸事務部表示，蔡英文不斷宣稱台灣經濟過度依賴中國大陸很危險，上任總統之後更推出新南向政策以求降低兩岸經貿連結；然而四年多過去了，兩岸經貿關係不降反升，不但陸委會表示「ECFA對我方有益，希望繼續下去」，甚至2020年度台灣對中國大陸的貿易依存度達到43％的新高；台灣對東協國家出口的降低，以及台灣被排除在RCEP之外，等於宣告新南向政策的失敗；民進黨不只沒有帶領台灣走向世界，反而與中國大陸擁抱得更緊，畢竟台灣對中國大陸高達2千億美元的出口順差絕對不是「中國大陸需要台灣」這種自欺欺人的話術就可以迴避的，「民進黨該從『反中烏托邦』的夢境中清醒了」。
2021年3月2日，前中國國民黨主席朱立倫披露，蔡英文政府的新南向政策預算，2017年新台幣44.47億元、2018年新台幣70.27億元、2019年新台幣69.54億元、2020年新台幣68.40億元，四年總預算新台幣252.7億元，結果台灣對中國大陸的貿易依賴程度有增無減；台灣對新南向政策18國的整體貿易額更是不進反退，出口佔比從2017年21.28%下滑到2020年17.69%，進口佔比從2017年16.88%到2020年16.52%，貿易順差從2017年237.19億美元降到2020年138.59億美元。
2021年3月6日，中國國民黨立法委員鄭正鈐表示，蔡英文政府稱2016年至2020年台灣對新南向政策18國貿易總額成長3.7%是「台灣國力的提升」，不提蔡英文政府上任五年來台灣對新南向18國出口占比從21.2%連年下降至17.7%，以愚民手法護航新南向政策。
2022年3月26日，《苦勞網》記者王顥中、《苦勞網》特約編輯陳韋綸表示，「台灣官方長期推動新南向，聲稱要追求國際觀，但眼裡事實上一直只有西方先進國家；對於發展中國家的情感、想法、利益，可說是完全沒有一絲理解與共情」。
2022年8月7日，台灣新住民黨台北市黨部成立大會，淡江大學助理教授何景榮諷刺民進黨與新南向政策：「有個滿嘴新南向，『南』到許添財找了個『印尼假國王』來台吸金，『向』到新南向代言人蘇震清貪污入獄的政黨，怎麼都沒候選人來？」
2022年8月16日，針對東南亞跨國人口販賣事件，國民黨立委鄭麗文表示，新南向政策從2017年推行至今總共花費公帑約新台幣250億元，蔡英文政府砸大錢在新南向政策上，卻不見經貿交流的績效，「還是說：讓國人在海外受苦受難、強迫從事勞動，到現在貿易還是『靠中飽台』，就是『蔡EE』（蔡英文）新南向的6年成績？」。
2022年12月22日，何景榮回憶，2017年12月8日他以新住民身分被叫進總統府會見蔡英文，美其名是蔡英文要關懷新住民、諮詢新南向政策，實際上就是進總統府吃吃喝喝、拍照，營造蔡英文政府關心新住民、推動新南向政策的假象而已；後來他才知道，「民進黨喜歡的是沒有聲音、可以拿來當樣板的新住民或原住民」，民進黨當然不喜歡像他這麼多意見、比前副總統呂秀蓮還吵的新住民。
2023年3月28日，聯華神通集團董事長兼中華民國全國工業總會理事長苗豐強表示，他不覺得新南向政策是錯誤的，但是應該要把中國大陸與新南向國家「連結」起來：韓國就大膽將中國大陸視為主要合作國家，印度也有同樣的思維。苗豐強表示，台灣應善用自身的特殊位置，要成為全球的連結點而非破裂點；作法上，台灣應該少一點「一面倒」，而是要多一點「兩面好」的經濟戰略態勢，以爭取加入東協、CPTPP、RCEP等區域經貿組織。苗豐強引用《經濟學人》報導指出，東協各國加上台灣出口到美國總金額，等於中國大陸出口到美國的金額；台灣出口到中國大陸金額為1,800億美元、從中國大陸進口金額為800億美元，淨收入1,000億美元是RCEP各國總數再多30%；從數學來看，台灣都應將中國大陸列入策略之中。
2023年6月17日，行政院經貿談判辦公室 （页面存档备份，存于）發布之《2023年第一季新南向政策執行情形一覽表》 （页面存档备份，存于）指出，台灣對新南向國家出口比重持續提高，自2021年18.9%、2022年19.4%，上升至本年第1季20.8%，顯示新南向市場對台灣重要性日益高升。

## 目標
新南向政策對象國家包括 印度尼西亞、 菲律賓、 泰國、 马来西亚、 新加坡、 、 越南、 緬甸、 柬埔寨、 、 印度、 巴基斯坦、 、 尼泊尔、 斯里蘭卡、 不丹、 、 新西兰等東南亞、南亞和大洋洲諸國。
中短程
- 結合國家意志、政策誘因及企業商機，促進並擴大貿易、投資、觀光、文化及人才等雙向交流。
- 配合經濟發展新模式，推動產業新南向戰略佈局。
- 充實並培育新南向人才，突破發展瓶頸。
- 擴大多邊和雙邊協商及對話，加強經濟合作，並化解爭議和分歧。[13]

長程
- 促進台灣和東協、南亞及紐澳等國家的經貿、科技、文化等各層面的連結，共享資源、人才與市場，創造互利共赢的新合作模式，進而建立「經濟共同體意識」。
- 建立廣泛的協商和對話機制，形塑和東協、南亞及紐澳等國家的合作共識，並有效解決相關問題和分歧，逐步累積互信及共同體意識。[27]

## 行動準則
- 長期深耕，建立經濟共同體意識
- 適切定位台灣在區域發展的未來角色
- 推動四大連結策略
- 充實及培育南向人才
- 推動雙邊和多邊制度化合作
- 規劃完整配套及有效控管風險
- 積極參與國際合作
- 全面強化協商對話機制
- 兩岸善意互動及合作
- 善用民間組織及活力[13]

## 推動架構
- 政府部門分工
- 建立和民意部門及地方政府的協調機制[13]

### 執行組織
- 台灣亞洲交流基金會負責舉辦玉山論壇[28]
- 中華經濟研究院負責東協的智庫和經貿政策研究
- 遠景基金會負責智庫外交
- 外貿協會負責研究新南向國家的市場調查並提供報告，到新南向各國舉辦台灣形象展和海外據點[29][30]
- 政治大學「東南亞研究中心」負責亞洲東南亞研究中心聯盟的秘書處
- 「台灣海外援助發展聯盟」負責與國際非政府組織合作[31]

## 成果
2017年9月1日，總統宣布提供超過1,000億台幣（35億美金）融資，日本也有意與台灣在新南向國家進行公共工程與大型開發案的政府開發協助，促進邦交及新南向政策合作。

### 司法合作
台灣調查局長與菲律賓國家調查局局長簽訂「台菲執法人員培訓合作協定」。

### 工業合作
經濟部與工業總會舉辦「2017臺灣印度產業鏈結高峰論壇」在10月12日工總與印度工商聯合會（FICCI）帶領雙邊產業公協會、業者與法人智庫9個公協會簽署21項合作備忘錄，其中電子製造和綠色科技達成最多合作備忘錄各佔6項備忘錄。

### 科技合作
2018年9月24日台灣科技部長陳良基與菲律賓科技部長德拉潘尼亞，在菲律賓馬尼拉南方的塔加泰市舉辦第六屆台灣與菲律賓部長級科技合作會議，會議中討論「火山、海洋、颱風暨地震」(英語：Volcano, Ocean, Typhoon, and Earthquake, VOTE)計畫、「醫療、農業、人才培訓」(英語：Health, Agriculture and Training Initiative, HAT)計畫，確認包括人工智慧領域合作的「台菲雙邊研究計畫」(英語：Joint Research Program, JRP)，以及人才交流的「台菲三明治計畫」(英語：Sandwich Scholarship Program, SSP)獎助學金計畫， 為此可為新型態「科技外交」的開端。

### 基礎建設
2017年12月7日，台灣自來水公司董事長郭俊銘與菲律賓Mapua大學校長Reynaldo B.Vea，及成功大學水工試驗所長林財富共同簽署合作備忘錄，三方將進行調查東南亞各國的水源與水質，對菲律賓的不同水源評估處理模式，以及菲律賓自來水廠淨水管理與人員訓練。
2018年6月台灣電力公司與馬來西亞砂勞越能源公司（英語：Sarawak Energy Berhad）簽署合作備忘錄，預計進行電源開發、輸配電系統運轉與維護試驗的技術合作。
2018年8月27日，台北市自來水事業處與供應百萬人用水的越南順化省水公司（HueWACO）總經理Mr. Truong Cong Han簽署合作備忘錄，雙方將在供水技術、用戶服務、古蹟活化與人力訓練等方面合作。
2018年8月30日，台灣自來水公司與印尼東爪哇省的PASURUAN、MOJOKERTO、MALANG三家自來水廠，在台灣澄清湖七區管理處簽訂合作意向書，合作內容為淨水處理場的水處理技術、配水設施與人才培育，因印尼PASURUAN自來水廠對於自來水廠經費約為台灣自來水公司預估經費的1/3，台灣自來水公司將朝向提供規劃、設計書方式合作，以民營公司參與公共建設方式持續募資進行建設；印度、越南與菲律賓等國家的自來水廠人員也在場見證。

### 貿易投資
新南向綱領提出後，台灣廠商慶富造船集團與國立政治大學、新興市場研究協會共同成立「台灣產業南向發展策略研究智庫」，將針對海洋產業(含漁業與養殖業)、農業與智慧城市三項台灣具有優勢的海洋產業部分與新南向國家合作，慶富集團、台灣西太平洋國際開發公司與印尼土地開發商甲霸貝卡（Jababeka）合作開發印尼政府在2014年批准的摩羅泰島經濟特區，將開發為漁場作業基地與旅遊景點，並已經於2016年7月簽署合作備忘錄。
上報社論指出台灣駐東南亞與新南向國家外館人員，需要更多熟悉各國當地經濟貿易領域的第一線人員，而非以衝高新南向國家觀光人數自滿。
外貿協會與越南第二大電子商務公司Tiki簽署合作備忘錄，在Tiki網路平台設立台灣館，協助台灣廠商商品上架到越南電子商務平台。
2018年5月26日行政院長賴清德在「馬來西亞僑台商攬才博覽會」指出台灣與馬來西亞2017年貿易額達到175.6億美元，較2016年成長24.6%，是台灣與新南向國家中貿易額增加最多的國家。
2018年7月17日，經濟部舉辦第三屆「臺灣東協印度投資策略夥伴論壇」，2017年與2016年比較下台灣對新南向國家投資成長54.5%；新南向國家來台投資成長15.8%。
台灣彰化銀行於菲律賓馬尼拉開設新分行。
2019年2月24日，高雄市長韓國瑜與馬來西亞糧食進出口總商會簽訂合作備忘錄，馬來西亞商會將向高雄市採購約合新台幣一億元產值的農漁乾貨貿易訂單。2019年2月26日，高雄市長韓國瑜與新加坡昇菘集團與新加坡職工總會平價合作社簽訂向高雄市購買三年約新台幣一億元產值農產品購買訂單。

#### 市場研究報告
外貿協會市場研究處發表新南向相關國家的市場調查研究報告。

### 金融監理合作
台灣與菲律賓簽署保險業監理合作備忘錄，累計台灣已經與新南向國家中的新加坡、馬來西亞、泰國、印尼、菲律賓、越南、印度、澳洲與紐西蘭9個國家簽數共14份金融監理合作備忘錄；將持續在金融銀行、保險與證券業等方向增加監理合作備忘錄。

### 醫藥合作
- 2018年3月26日，台灣衛福部食品藥物管理署與馬來西亞國家藥品管理局（NPRA）在馬來西亞吉隆坡簽訂「醫藥管理合作文本」，馬來西亞認可台灣的核發的GMP文件，縮短台灣保健食品在馬來西亞上市流程與時間，推動醫藥法規調和、檢驗技術交流與實驗室管理認證合作，目的在減少重複試驗、查核並簡化醫藥品審查程序，開拓台灣在新南向國家的醫藥產業市場，目前有以下5項合作方向：[78]
  1. 醫藥品管理相關資訊交換
  2. 醫藥品管理技術交流
  3. 醫藥品管理法規政策經驗分享
  4. 定期召開會議
  5. 辦理人員互訪及醫藥品相關研討會

- 花蓮慈濟醫院與菲律賓的聖托斯醫學中心（英語：Cardinal Santos Medical Center）、中華崇仁總醫院（英語：Chinese General Hospital）、菲律賓骨科醫院（英語：Philippine Orthopedic Center）3院簽署合作備忘錄，加強台灣與菲律賓雙方的醫療人員交流訓練，並推動國際醫療合作。[79]

### 城市交流
2016年9月19日台灣新竹縣湖口老街與馬來西亞最大州的砂拉越「新堯灣老街」締結姐妹市，加強雙方文化交流。

### 觀光交流
2017年7月23日，行政院反駁「新南向政策走不出去」之說，表示觀光、教育及農業合作方面的成果更為明顯，去年6月至今年5月新南向國家民眾來台旅遊人次大幅增加25.28%。
2017年穆斯林旅遊人次已經達到每年1.31億人次，2018年「全球穆斯林旅遊指數」（英語：Global Muslim Travel Index, GMTI）台灣被評比為全球穆斯林造訪非伊斯蘭國家人數的第5名，排名在德國、澳洲與美國之前。

#### 放宽簽證
2016年7月15日，行政院長林全主持「新南向政策-擴大觀光客來臺具體規劃」會議，並決議2016年8月1日起試辦泰國及汶萊兩國旅客，將有為期一年的30天免簽證措施。
2017年4月12日，中華民國外交部宣布，進一步大幅度放寬新南向國家旅客來台簽證措施，給予與新南向政策有關的各國免簽證待遇，立即執行，期增加旅遊貿易，加強交流與溝通。
2017年8月23日，客家電視台推崇政府推行新南向政策的成功，在於成功的對外免簽證政策，使得來台觀光人數（主要是越南、泰國、菲律賓等旅客）大幅增加，顯示蔡英文政府推行新南向政策的成效。其中，又以越南來台觀光人數成長117%為最。
曾任日本農林水產大臣及防衛廳長官的玉澤德一郎呼籲台灣政府新南向政策重點在促進雙方人民交流，以日本對台灣免簽措施為例，這項政策促進了台灣與日本民眾的雙向交流並提升兩國之間的國際學生數量；玉澤德一郎對於任何符合安全條件的國家都應該享有免簽證優惠，這也是新南向政策成功與否的基礎；從糧食安全基礎考量，台灣也應該與新南向政策國家簽署雙邊經濟協定，確保國家糧食安全貿易量。

#### 交通運輸
- 台灣華航公司為因應陸客減少來台，縮減高雄小港機場與中國二線城市班次，並加開緬甸仰光與馬來西亞吉隆坡班次。[89]

- 台灣長榮航空除擴增台灣與泰國、越南等國家的航線與航班以外，對新南向國家已經達到每週128班航班，飛往東南亞11個城市；另外藉由台灣中轉東南亞與東北亞、北美的旅客人數在2017年也分別成長77%與21%。[90]

#### 國際醫療服務
2017年來台灣的國際醫療服務產值按類別計算，健康檢查約6.1萬人次，住院7,325人次皆呈現成長，但美容4,076人次則呈現下降；以個別國家計算越南與印尼兩國來台進行國際醫療人數成長最多。
| 年度 | 國際醫療服務產值（新台幣：億元） | 國際醫療服務人次 |
| ---- | -------------------------------- | ---------------- |
| 2017 | 147.27                           | 305,618          |
| 2016 | 139.90                           | 286,599          |
| 2015 | 158.96                           | 305,045          |
| 2014 | 141.35                           | 259,674          |
| 2013 | 136.48                           | 231,164          |
| 2012 | 96.23                            | 173,311          |
| 2011 | 54.14                            | 109,133          |
| 2010 | 41.49                            | 110,664          |
| 2009 | 34.33                            | 89,507           |
| 2008 | 20.29                            | 68,545           |

#### 來台觀光外匯
觀光局報告新南向18個國家在2017年創造28.1億美元外匯收入，超越日本，成為來台觀光外匯第二大市場。
| 國家           | 2017年觀光外匯收入 | 佔來台觀光外匯比例（%） | 平均每人每日消費（美元） |
| -------------- | ------------------ | ----------------------- | ------------------------ |
| 中華人民共和國 | 3,693,054,729      | 29.99                   | 184.38                   |
| 新南向國家     | 2,816,660,002      | 22.87                   | 152.25                   |
| 日本           | 1,788,378,674      | 14.52                   | 214.05                   |
| 香港、澳門     | 1,303,945,711      | 10.59                   | 183.92                   |
| 美國           | 932,426,647        | 7.57                    | 155.67                   |
| 韓國           | 843,475,090        | 6.85                    | 194.58                   |
| 歐洲           | 493,154,163        | 4.00                    | 137.19                   |

#### 來台旅客人次
| 國家           | 2017年來台旅客人次 |
| -------------- | ------------------ |
| 馬來西亞       | 528,019            |
| 新加坡         | 425,577            |
| 越南           | 383,329            |
| 菲律賓         | 290,784            |
| 印尼           | 189,631            |
| 東南亞其他地區 | 27,264             |
| 2017年總計     | 2,137,138          |
| 2016年總計     | 1,653,908          |
| 2015年總計     | 1,425,485          |

### 文化交流
2017年12月10日，台南市政府文化局局長葉澤山代表台灣作家葉石濤到越南河內發表文學作品《葫蘆巷春夢-葉石濤短篇小說》的越南譯本（Giấc mộng xuân trong ngõ Hồ Lô），在河內自然科學大學魏如崑嵩會堂（Khán Phòng Nguỵ Như Kontum）舉行發表會；這是由台南市政府文化局、國立成功大學中國文學系、河內國家大學人文與社會科學大學文學系共同推動的「葉石濤短篇小說越南文本翻譯計畫」中8篇短篇小說的第一本翻譯書。
中華文化總會與臺灣吧合作打造新南向動畫系列《黑啤東南飛》，第一集介紹「東南亞的穆斯林」；2018年8月31日推出第二集，介紹新加坡華人遷徙歷史，串接新加坡、馬來西亞的傳統娘惹文化。

### 教育人才
- 民進黨中央黨部與民間機構合辦越南、印尼、泰國等東南亞語文課程，訓練黨工了解新南向國家歷史、社會文化與語言溝通。[96]

- 文化大學與印尼兩所大學Universitas Internasional Batam及STKIP PGRI Sumatera Barat，7所中學分別為Sekolah Tenera、SMK Kartini Batam 、SMA Mondial、SMA/K Harapan Utama、SMK Negeri 1 Tanjung Pinang、SMA Maitreyawira Batam及Sekolah簽訂策略聯盟備忘錄，包括雙方師資交換、中文語印尼與教學，並提供中學畢業生獎學金來台就讀大學。[97]

- 教育部「臺灣連結計畫」（Taiwan Connection）新南向計畫邀請印尼24所大學校長來台與台灣臺北護理健康大學等35所大學合作，共同在台北圓山大飯店簽署587份學術合作備忘錄。[98]

- 國立屏東大學校長在泰國皇家理工大學譚雅布理分校接受詩琳通公主頒授榮譽博士學位；屏東大學與泰國曼谷泰國皇家師範大學系統（Rajabhat Universities Network，RUN）共38所大學，簽署學術交流合作協議。[99]

- 台大醫院雲林分院與印尼瑪琅的布拉維加亞大學醫學院簽署雙邊交流合作備忘錄，交流內容包括急診、胸腔、護理、重症、放射、神經、影像醫學等領域。[100]

- 國立屏東大學與印尼瑪琅的瑪琅伊斯蘭大學（University of Islamic Malang）等五所伊斯蘭大學簽訂學術合作備忘錄。[101]

- 行政院長賴清德在來自馬來西亞、印尼、越南、菲律賓、泰國、緬甸、柬埔寨及韓國等國家的「2018年新南向國家華校校長會議」表示，2017年新南向國家來台求學人數增加10%，台灣學校與業界訓練東南亞人才，也將研擬「新經濟移民法」草案讓適合的新南向人才留在台灣就業。[102]

- 教育部統計台灣領有教師証但沒有正式教職者約6萬人，為解決流浪教師問題，教育部師資藝教司科長劉鳳雲提出獎勵措施鼓勵無正職教師到新南向國家任職，措施包括：[103][104]
  1. 資格：具有中華民國國籍，並在臺灣地區設有戶籍，且領有高級中等以下學校及幼兒園教師證書的儲備教師都可適任
  2. 月薪、年終工作獎金及考績獎金，並將補助當地生活津貼及每學年往返機票津貼、與薪資都比照在台灣的國中小學公立學校教師職位；在新南向國家任教年資可併計為退休年資
  3. 補助學校類型：
    - 類型1：海外臺灣學校:包括印尼雅加達臺灣學校、印尼泗水臺灣學校、越南胡志明市臺灣學校、馬來西亞吉隆坡臺灣學校四校。（每年八月份開學）
    - 類型2：馬來西亞華文獨立中學（每年一月份開學）
    - 類型3：部分泰北地區學校:包括清萊滿堂建華高中、清萊滿堂建華中學、清萊光復高中、清萊華雲學校、清邁恩惠中學、清邁慈濟學校等六校。（每年五月份開學）

## 挑戰
目前新南向政策的挑戰在於如何與東協開展新的合作關係：

### 新型態的外交關係[39]
新南向政策之議題，不僅架溝在外交政治、經濟貿易，還亦需關注到科技發展。基於台灣的技術重要性之分析結果，來討論台灣對外發展之「科技外交」策略，可區分為直接影響模式與間接影響模式，而其模式間的運用組合，可讓新南向政策的科技交流政策更具彈性。藉由東協各國橋接組合的差異特性，而呈現出台灣與各國技術發展狀態所契合的交流模式，以此是為南向政策開展科技合作的利基。 

### 人才
- 在新南向國家熟悉當地語言、文化及法律的人才需求[107]，在未能充分補足之前亦需有其對應作法[108]。
- 關於新南向國家的勞動、環保或進出口等相關法規與市場資訊不足

### 產業供應鏈
台灣政府應該先規劃台灣的科技、農業、環境或智慧城市等產業與新南向國家的特定產業區域交流，協助廠商了解適合發展的相關國家稅制，聯絡窗口與產業聚落地點，讓台灣廠商更快進行發展。
就中國而言新南向國家為一帶一路全球戰略佈局的地緣政治整合，經濟利益並非中國與東協等新南向國家整合的首要考量，台灣在新南向國家需要避免與中國形成零和競爭模式，才能確保新南向政策的持續成功。台灣廠商在新南向國家的經營需要能融入當地產業供應鏈，才能與同樣在新南向國家經營的中國、日本與韓國廠商競爭，享受新南向國家經濟成長的利潤。

### 投資保障協議
台灣與新南向政策國家中，與紐西蘭簽訂臺紐經濟合作協定，與新加坡簽訂臺星經濟夥伴協定，與新加坡、印尼、菲律賓、馬來西亞、越南及泰國簽訂雙方投資保障協定，其餘未覆蓋國家為雙邊協定重點。
行政院政務委員鄧振中建議政府新南向政策，可以藉由國際合作發展基金會等機構，主辦雙方學歷認證、人才交流、互相投資等互惠合作階段，最後協議簽署經貿協議，保障在新南向國家台商權益。
目前台灣只跟新加坡簽訂臺星經濟夥伴協定，另外台灣與新加坡、菲律賓、印尼、馬來西亞、越南及泰國等國家簽署的投資保障協議是在1990年代，需要重新審視是否需要更新，保障台灣廠商到新南向國家投資的權益，簽訂新的經濟合作協議、爭取加入區域全面經濟夥伴關係協定與跨太平洋夥伴全面進步協定等區域經濟整合、透過官方援外計畫和技術協助等方式，參與東協新興經濟體的基礎建設。

### 旅客脫團
2018年12月25日，藉由本政策的「觀宏專案」抵台（1個桃園國際機場、3個高雄國際機場）旅遊的4個越南觀光團152人（共153人）集體脫隊，是台灣歷年最大的脫逃事件，中華民國外交部與內政部移民署已註銷其電子簽證，內政部警政署並全面追人。清查後僅1人未失聯，3人自行出境，其餘148人失聯。到12月29日，已經找到17人，還有131人至今失聯。其中尋獲的旅客承認是來台不法打工。

## 相關政策

### 新東向政策
2017年3月24日，自從美國總統川普上任後，積極推動美國製造業回流政策，也導致近期促使不少台灣廠商大廠躍躍欲試紛紛「東移」，表達赴美投資設廠意願，包括台塑、鴻海、義聯集團等，台灣經濟研究院院長林建甫、台經院景氣預測中心主任孫明德建議蔡英文政府應推動「新東向政策」，由政府直接帶領廠商一起去談條件，藉由對美國的投資，帶動對美國談判貿易，才能有助於台灣與美國雙方簽定自由貿易協定(FTA)、台美貿易暨投資架構協定(TIFA)。

## 外部連結
- 新南向政策（繁體中文）